# Castlepollard

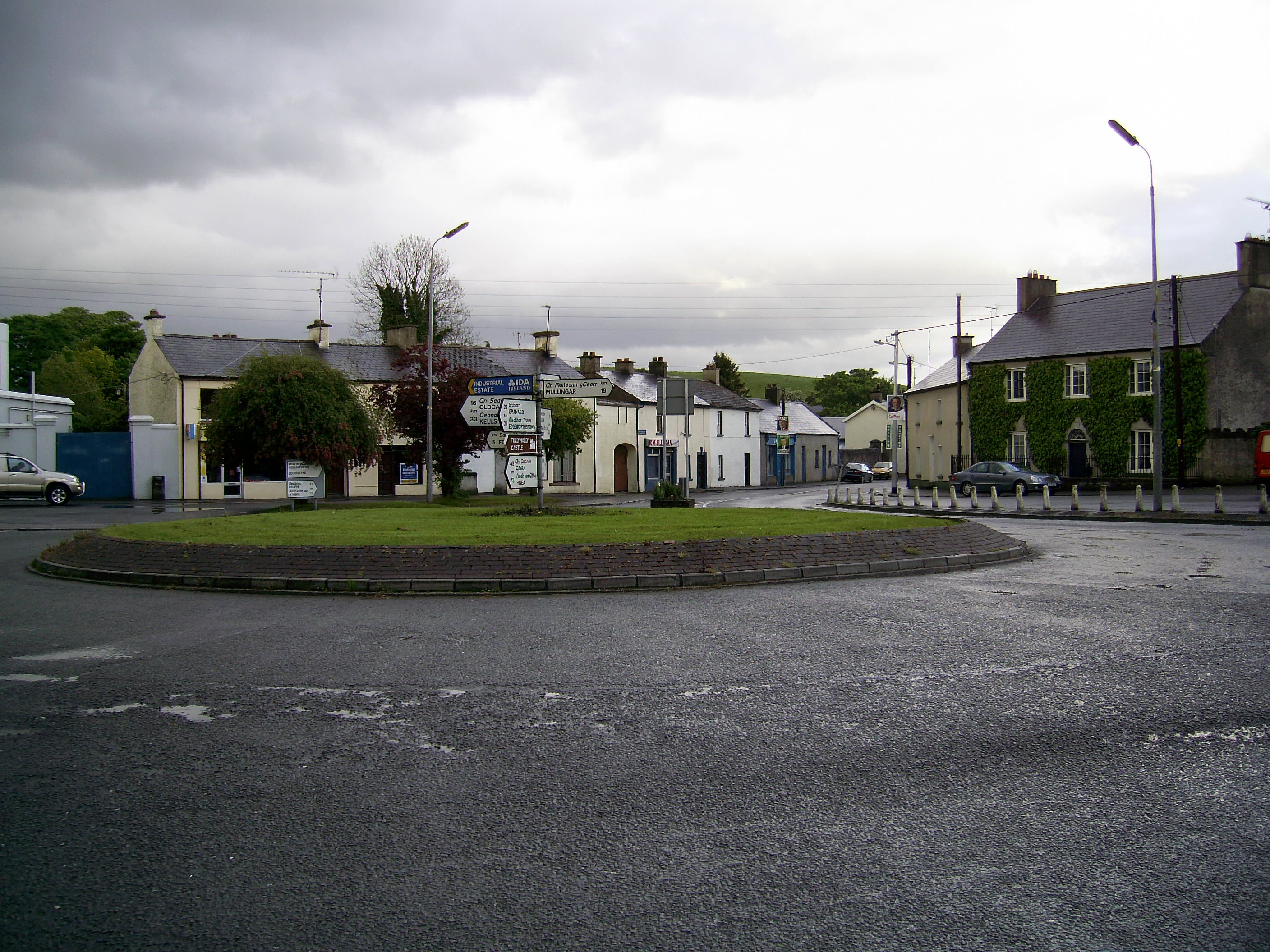
Le rondpoint-Castlepollard

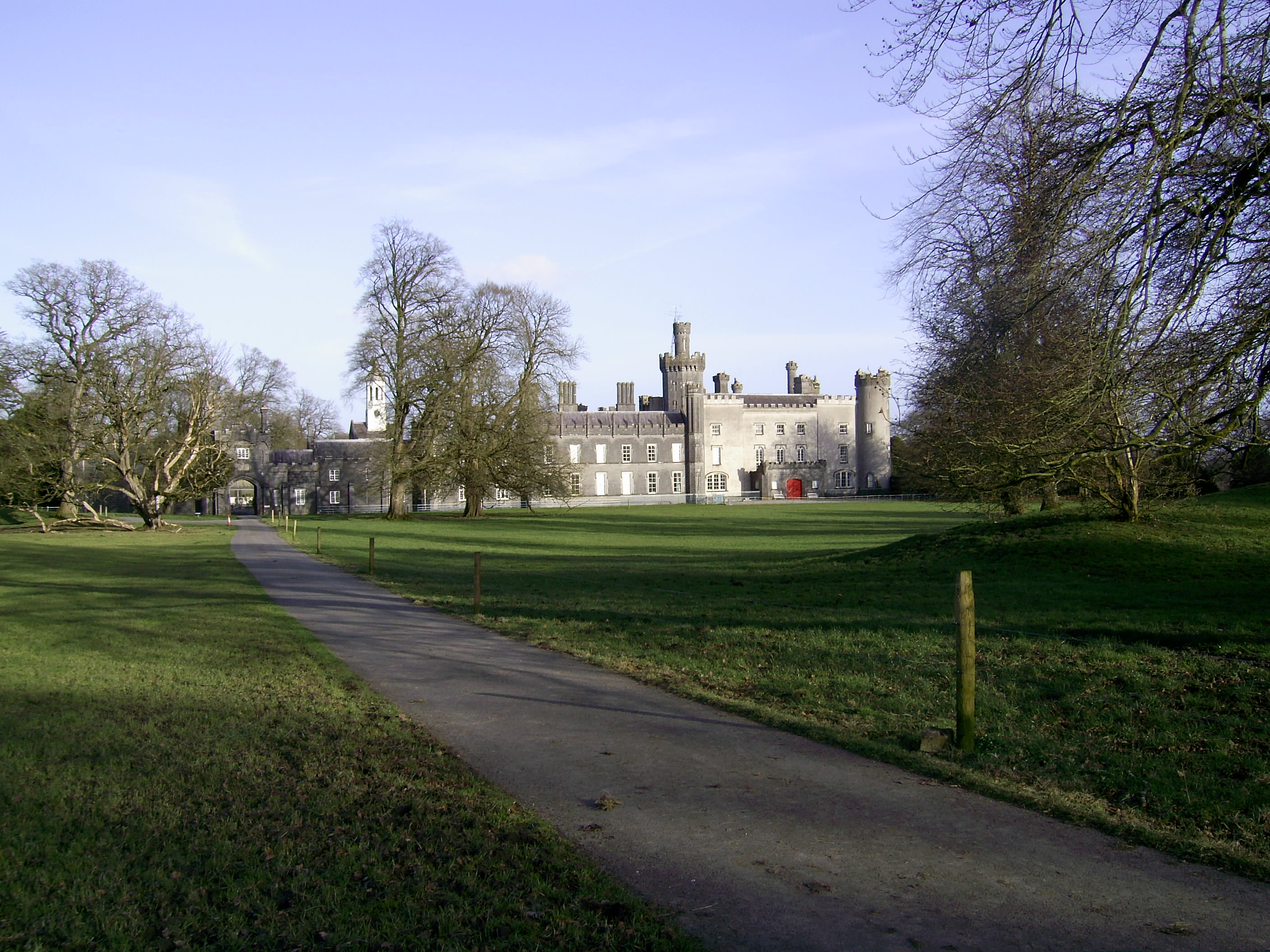
Château de Tully-Nally, Castlepollard

 Castlepollard  (Cionn Torc  en irlandais) est une ville du comté de Westmeath (Iar Mhí) en république d'Irlande, environ 18 kilomètres au nord de Mullingar, la ville principale du Comté.
Comparativement aux villes et aux villages voisins, la ville de Castlepollard est une agglomération relativement récente de comté de Westmeath. La ville a été construite au XVIIe siècle par la famille Pollard.
La ville porte deux noms en gaélique : Coinn Torc, le nom le plus ancien, signifie en français « la colline des sangliers » (ou des porcs sauvages), alors que Baile na gCros, son deuxième nom, signifie « la ville du carrefour ».

## Histoire
La famille de Pollard a construit la ville de Castlepollard vers la fin du XVIIe siècle sous une charte de Charles II. La ville a été soigneusement dessinée, avec une vaste pelouse triangulaire en son centre. La pelouse est encore aujourd'hui entourée par des bâtiments du XIXe siècle. Une sculpture sur la place représente un cygne de la célèbre légende des enfants de Lir, et une plaque en décrit l'histoire dans plusieurs langues, notamment en français, gaélique, allemand et anglais. Les événements de cette légende se déroulent au lac Derravaragh, juste quelques kilomètres au sud de la ville.
Parmi les nombreux Ringforts, dans les hauteurs environnantes, deux forts antiques ont un intérêt spécial, dont un en particulier, appelé Randoon, dans la région de Ranaghan, au sud-ouest de Lough Lene. Le second se trouve sur l'île principale du Lough Lene, l'île de Turgesius, où ce tyran viking après avoir conquis Dublin et Clonmacnoise vers l'an 837, a séjourné occasionnellement.
Castlepollard a deux églises, une catholique et l'autre de l'Église d'Irlande. Le bâtiment qui sert actuellement de St Peter Centre était à l'origine une célèbre maison pour les mères célibataires tenue par les Sœurs du Sacré-Cœur.

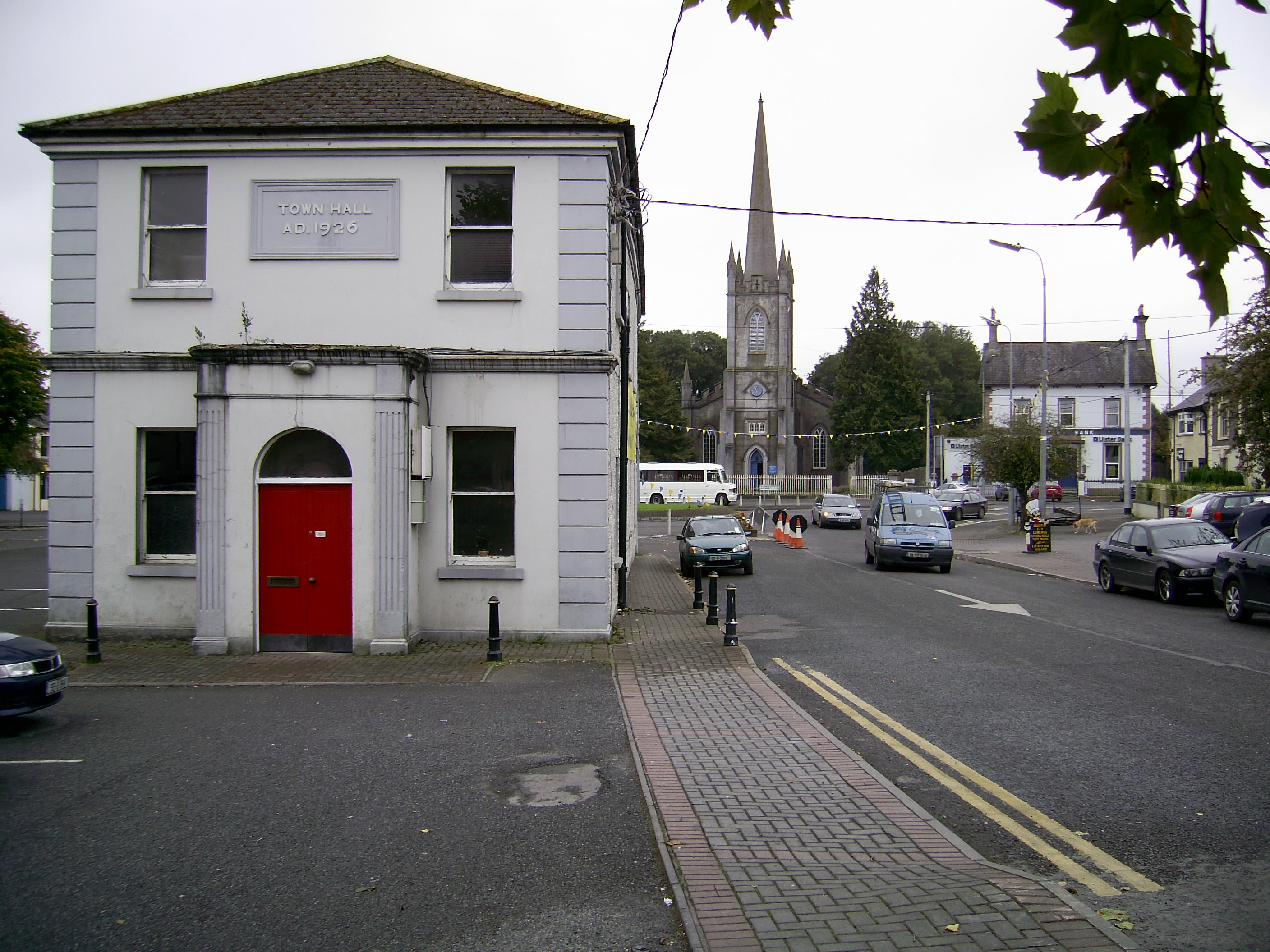
Town Hall
The Square, Castlepollard

## Industrie / Commerce
Mergon International est l'une des entreprises principales de la ville. Elle fabriquent des pièces moulées de qualité. La ville est dotée d’un petit quartier commercial, se composant d'une poignée de petits commerces (Brady et D&A Moran étant les principaux) et d'un certain nombre de pubs irlandais